# José Eugenio Hernández
Pour les articles homonymes, voir José Hernández.
José Eugenio Hernández Sarmiento – surnommé Cheché – est un footballeur colombien, devenu entraîneur, né le 18 mars 1956 à Bogota.

## Biographie

### Carrière d'entraîneur
Après avoir entraîné certains des clubs les plus prestigieux de Colombie (Deportivo Cali, Atlético Nacional, Millonarios FC) et remporté le championnat national en 1998 avec le premier nommé, Cheché Hernández devient sélectionneur du Panama en 2004. Il parvient à se hisser en finale de la Gold Cup 2005, qu'il perd seulement aux tirs au but face aux États-Unis.
Il remporte un deuxième championnat de Colombie (tournoi de clôture 2011 avec le Junior de Barranquilla) et tente quelques expériences en club à l'étranger (LD Alajuelense au Costa Rica, UTC Cajamarca au Pérou), avant de prendre les rênes de la sélection de République dominicaine en février 2015, avec pour mission de la conduire lors des qualifications à la Coupe du monde 2018. Néanmoins, en mai, il quitte l'équipe dominicaine faute de moyens économiques.

## Palmarès d'entraîneur
| Deportivo Cali - Championnat de Colombie (1) : - Champion : 1998 - Copa Libertadores : - Finaliste : 1999. |  | Junior de Barranquilla - Championnat de Colombie (1) : - Champion : 2011-C. |  | Panama - Gold Cup : - Finaliste : 2005. |